# Valeska Zambra
Valeska Zambra (La Serena, Chile, 1994) es una física e investigadora chilena en el campo de los estados de agregación de la materia y la materia exótica.

## Trayectoria
Su interés por la ciencia se remonta a su etapa escolar, cuando con 12 años se unió a la Academia de Ciencias del Colegio San Agustín de Copiapó, donde cursaba sus estudios. En 2011, con 17 años, desarrolló un software educativo de astronomía para detectar y catalogar estrellas con exoplanetas al que bautizó como Jana, que significa esfera celeste en lengua aimara.
Se licenció en física en la Universidad de Chile, donde cursó posteriormente un magíster. Una vez finalizado el magíster y tras ser seleccionada entre 6500 candidatos, en 2020 se trasladó a Europa para iniciar su doctorado en el Instituto de Ciencia y Tecnología de Austria.
Como investigadora es integrante del grupo de óptica no lineal del Instituto Milenio de Investigación en Óptica (MIRO), promovido por el Gobierno de Chile, donde forma parte del equipo que investiga los estados de agregación de la materia y la materia exótica.

## Premios y distinciones
En 2013 quedó en segundo puesto en el Premio Nacional en Educación Científica (categoría TICS), otorgado por la Fundación Ciencia Joven y Unesco, por su software educativo de astronomía Jana.
En 2018 recibió una de las menciones honrosas en la categoría de imágenes microscópicas en el concurso internacional de fotografía científica de la Royal Society, considerado como el concurso de fotografía científica más importante del mundo. Su fotografía microscópica de vórtices en cristales líquidos fue una de las 10 finalistas entre las más de 10.000 fotografías presentadas al concurso.
En 2019 fue elegida Joven Chilena del Año por sus aportaciones a la investigación en el campo de los cristales líquidos.